# Xiyunykus
Xiyunykus – rodzaj wymarłego dinozaura, teropoda z grupy celurozaurów i Alvarezsauria.
Skamieniałości nieznanych wcześniej dinozaurów znaleziono na północnym zachodzie Chin, w Sinciangu, na terenie Kotliny Dżungarskiej, w okolicy Wucaiwanu. Spoczywały wśród skał grupy Tugulu, datowanych na epokę kredy wczesnej, prawdopodobnie powstałych od barremu do aptu. Ich badanie pozwoliło na kreowanie dwóch nowych rodzajów dinozaurów. Jednego z nich nazwano Bannykus, podczas gdy drugiego Xiyunykus. Kreatorzy rodzaju pierwszy człon tej nazwy Xiyu zaczerpnęli z języka mandaryńskiego. Oznacza ono, jak to uzasadniają, tereny zachodnie, w tym Azję Środkową, włącznie z Sinciangiem. Drugi człon nazwy rodzajowej źródłosłów czerpie z greckiego słowa onyx oznaczającego szpon. W rodzaju tym badacze umieścili pojedynczy gatunek Xiyunykus pengi. Jego epitet gatunkowy upamiętnia Penga Xilinga w uznaniu jego zasług dla geologii Sinciangu. Holotyp stanowi niekompletny szkielet, który oznaczono IVPP V22783. Skamieniałości obu wspomnianych zwierząt wykazywały cechy pośrednie pomiędzy formami późnojurajskimi a wczesnokredowymi przedstawicielami alwarezaurów. Oba zaliczono do grupy Alvarezsauria.
Holotypowy okaz Xiyunykus mógł za życia ważyć jakieś 15 kg, co oszacowano przez pomiary kości udowej. Zmarł w 9 roku życia, prawdopodobnie nie osiągając wieku dorosłego. Do cech szczególnych jego czaszki, wykazującej budowę pośrednią między wczesnym przedstawicielem Alvarezsauria Haplocheirus a bardziej zaawansowanymi ewolucyjnie Parvicursorinae, zalicza się budowa kości potylicznej podstawowej, tworzącej samodzielnie guzy, z głębokimi zagłębieniami, z wyrostkiem cultriform process o słabo skostniałej części grzbietowej i z zachyłkiem klinowym podstawowym. Opistoceliczne kręgi szyjne charakteryzowały się również otworami na powierzchniach bocznych, a także guzkami leżącymi brzuszno-bocznie oraz wyżłobieniem kostnym przyśrodkowo do epipofyzy. Łopatka wyróżniała się zakrzywionym żłobem na powierzchni bocznej, do przodu od dołu panewkowego, i kolejnym przy brzegu tylnym. Autapomorfię kości udowej stanowiła bruzda na jej tylnym końcu, na powierzchni bocznej, w przypadku kości piszczelowej wyżłobienie na końcu proksymalnym.
Xu i współpracownicy podnoszą wagę swego odkrycia. Odkryte przez nich rodzaje, o czym świadczy budowa ich kończyny górnej, wypełniają istniejącą uprzednio w zapisie kopalnym lukę pomiędzy wczesnym prawdopodobnym reprezentantem Alvarezsauria (albo wręcz bazalnym Alvarezsauroidea) z okresu jurajskiego Haplocheirus a bardziej zaawansowanymi ewolucyjnie Alvarezsauria, które żyły 70 milionów lat później. Była to najdłuższa luka w zapisie kopalnym teropodów.